# Глинский, Иван Михайлович
Иван Михайлович Глинский (ум. в январе 1602) — князь, крупный русский государственный и военный деятель второй половины XVI века, воевода и боярин, единственный сын боярина князя Михаила Васильевича Глинского (ум. 1559). Двоюродный брат великого князя и царя Ивана ІV Васильевича Грозного.

## Биография
В 1559 году князь Иван Михайлович Глинский водил «по крымским вестям» из Бронниц ертаульный полк на реку Шиворону.
В 1571 году во время похода царя Ивана Грозного на Новгород и против шведов Иван Глинский состоял при особе царя рындой с большим саадаком.
В зимнем походе царя в 1573 году рында с большим саадаком.
В апреле 1573 года Иван Глинский, будучи одним из поезжан, присутствовал на свадьбе ливонского короля Магнуса на Марии Владимировне Старицкой, двоюродной племяннице Ивана Грозного, в Новгороде.
В 1575 году на свадьбе царя Ивана Грозного с Анной Васильчиковой Иван Михайлович Глинский также был одним из поезжан.
В 1577 году воевода в Ливонском походе.
В 1580 году был конюшим на новой свадьбе Ивана Грозного с Марией Фёдоровной Нагой.
В 1586 году Иван Михайлович Глинский получил сан боярина.
В следующем 1587 году «по крымским вестям» во главе большого полка стоял на берегу реки Оки.
В 1591 году Иван Михайлович Глинский в качестве дворцового воеводы отражал нападение на Москву крымского хана Гази Герая.
В 1592 году вторично командовал большим полком на южных русских рубежах.
В 1598 году после смерти царя Фёдора Иоанновича боярин князь Иван Михайлович Глинский подписался под соборной грамотой об избрании на царство своего свояка Бориса Фёдоровича Годунова, после чего был оставлен в Москве на время похода царя под Серпухов против татар.
По словам английского дипломата Джильса Флетчера, князь Иван Михайлович Глинский занимал второе место в Боярской думе после князя Фёдора Ивановича Мстиславского. Кроме того, в то время он был одним из четырёх знатнейших бояр, которые чередовались между собой в командовании большим полком. Один из богатейших людей России.
В январе 1602 года князь Иван Михайлович Глинский скончался. Перед своей смертью он принял монашество под именем Ионы.

## Семья
Иван Михайлович Глинский был женат на Анне Григорьевне — старшей дочери Малюты Скуратова-Бельского (ум. 1573), любимца царя Ивана Грозного, от брака с которой имел дочь Анну. Его свояками были царь Борис Фёдорович Годунов и боярин Дмитрий Иванович Шуйский, брат царя Василия Шуйского.